# District de Nyons
Ne doit pas être confondu avec District de Nyon.
Le district de Nyons est une ancienne division territoriale française du département de la Drôme de 1790 à 1795.
Il était composé des cantons de Nyons, le Buix, Mollans, Montauban, Montbrun, Remusac, Rousset, Sainte Jalle et Vinsobres.